# Liste des conseillers départementaux de la Vendée
 (janvier 2025).
Si vous disposez d'ouvrages ou d'articles de référence ou si vous connaissez des sites web de qualité traitant du thème abordé ici, merci de compléter l'article en donnant les références utiles à sa vérifiabilité et en les liant à la section « Notes et références ».
Liste des conseillers départementaux de la Vendée est l'ensemble des conseillers départementaux pour le département de la Vendée à partir de 2015.
Avant 2015, il s'agissait d'élections cantonales, par exemple Élections cantonales de 2011 dans la Vendée.

## Élections départementales de 2015
À l’issue des élections des 22 et 29 mars 2015, la Vendée comprend 34 conseillers départementaux élus dans les 17 cantons vendéens ; ils siègent au conseil départemental pour un mandat de 5 ans, entre le 2 avril 2015 et avril 2021.

### Composition de l’assemblée départementale
| Parti                                           | Sigle | Sigle | Élus |
| ----------------------------------------------- | ----- | ----- | ---- |
| Opposition (2 sièges)                           |       |       |      |
| Parti socialiste                                |       | PS    | 2    |
| Majorité (32 sièges)                            |       |       |      |
| Divers droite                                   |       | DVD   | 22   |
| Les Républicains                                |       | LR    | 6    |
| Union des démocrates et indépendants            |       | UDI   | 3    |
| Chasse, pêche, nature et traditions             |       | CPNT  | 1    |
| Président du conseil départemental de la Vendée |       |       |      |
| Yves Auvinet (DVD)                              |       |       |      |

### Conseillers départementaux
| No | Canton                  | Conseillers départementaux | Groupe | Parti | Parti | Autres mandats |
| -- | ----------------------- | -------------------------- | ------ | ----- | ----- | --- |
| 1  | Aizenay                 | Mireille Hermouet          | UPMD   |       | DVD   | Conseillère municipale et 2e adjointe au maire de Saint-Denis-la-Chevasse (depuis 2014) |
| 1  | Aizenay                 | Alain Lebœuf               | UPMD   |       | LR    | Député de la Vendée (2012-2017) |
| 2  | Challans                | Nadia Rabreau              | UPMD   |       | DVD   | Conseillère municipale de Saint-Christophe-du-Ligneron (depuis 2014) |
| 2  | Challans                | Serge Rondeau              | UPMD   |       | DVD   | Maire de Challans (depuis 2008) Président de Challans-Gois-Communauté (depuis 2017) Président de la communauté de communes du Pays-de-Challans (2014-2016) |
| 3  | Chantonnay              | Yves Auvinet               | UPMD   |       | DVD   | Maire de La Ferrière (1995-2015) |
| 3  | Chantonnay              | Isabelle Moinet            | UPMD   |       | DVD   | Conseillère municipale et 1re adjointe du maire de Chantonnay (depuis 2014) |
| 4  | La Châtaigneraie        | Valentin Josse             | UPMD   |       | DVD   | Maire de Mouilleron-Saint-Germain (depuis 2016) Maire de Mouilleron-en-Pareds (2013-2015) |
| 4  | La Châtaigneraie        | Catherine Poupet           | UPMD   |       | DVD   | Conseillère municipale de Sainte-Hermine (depuis 1995), 3e adjointe au maire (depuis 2014) |
| 5  | Fontenay-le-Comte       | François Bon               | UPMD   |       | UDI   | |
| 5  | Fontenay-le-Comte       | Marie-Jo Chatevaire        | UPMD   |       | UDI   | Conseillère régionale des Pays-de-la-Loire pour la Vendée (2010-2015) |
| 6  | Les Herbiers            | Hervé Robineau             | UPMD   |       | DVD   | Maire de Mouchamps (depuis 2001) |
| 6  | Les Herbiers            | Bérengère Soulard          | UPMD   |       | DVD   | |
| 7  | L’Île-d’Yeu             | Carole Charuau             | UPMD   |       | DVD   | |
| 7  | L’Île-d’Yeu             | Bruno Noury                | UPMD   |       | DVD   | Maire de L’Île-d’Yeu (depuis 2008) |
| 8  | Luçon                   | Arnaud Charpentier         | UPMD   |       | LR    | Conseiller municipal et 7e adjoint au maire de Luçon (depuis 2014) |
| 8  | Luçon                   | Anne-Marie Coulon          | UPMD   |       | DVD   | Maire de Mouzeuil-Saint-Martin (depuis 2001) |
| 9  | Mareuil-sur-Lay-Dissais | Marcel Gauducheau          | UPMD   |       | DVD   | Maire du Champ-Saint-Père (1989-2020) |
| 9  | Mareuil-sur-Lay-Dissais | Brigitte Hybert            | UPMD   |       | DVD   | Maire de Moutiers-sur-le-Lay (depuis 2008) |
| 10 | Montaigu                | Wilfrid Montassier         | UPMD   |       | UDI   | Maire de La Rabatelière (depuis 2008) Président de la communauté de communes du Canton-de-Saint-Fulgent (2008-2016), puis du Pays-de-Saint-Fulgent (2016) Président du syndicat mixte du pays du Bocage vendéen (depuis 2008) Président de la communauté de communes du Pays-de-Saint-Fulgent-les-Essarts (depuis 2017) |
| 10 | Montaigu                | Isabelle Rivière           | UPMD   |       | DVD   | Maire de Treize-Septiers (depuis 2008) |
| 11 | Mortagne-sur-Sèvre      | Cécile Barreau             | UPMD   |       | DVD   | |
| 11 | Mortagne-sur-Sèvre      | Guillaume Jean             | UPMD   |       | DVD   | Maire de Mallièvre (depuis 2014) |
| 12 | La Roche-sur-Yon-1      | Anne Aubin-Sicard          | UPMD   |       | LR    | Conseillère municipale de La Roche-sur-Yon (depuis 2014), 1re adjointe au maire (depuis 2015) |
| 12 | La Roche-sur-Yon-1      | Laurent Favreau            | UPMD   |       | DVD   | Maire de Venansault (depuis 2008) |
| 13 | La Roche-sur-Yon-2      | Sylviane Bulteau           | ESR    |       | PS    | Députée de la Vendée pour la 2e circonscription (2012-2017) |
| 13 | La Roche-sur-Yon-2      | Stéphane Ibarra            | ESR    |       | PS    | Conseiller régional des Pays-de-la-Loire (depuis 2015) |
| 14 | Les Sables-d’Olonne     | Gérard Faugeron            | UPMD   |       | LR    | |
| 14 | Les Sables-d’Olonne     | Florence Pineau            | UPMD   |       | LR    | Maire d’Olonne-sur-Mer (depuis 2015) Conseillère municipale et 1re adjointe au maire d’Olonne-sur-Mer (2014-2015) |
| 15 | Saint-Hilaire-de-Riez   | Laurent Boudelier          | UPMD   |       | DVD   | Maire de Saint-Hilaire-de-Riez (depuis 2014) |
| 15 | Saint-Hilaire-de-Riez   | Isabelle Duranteau         | UPMD   |       | DVD   | Conseillère municipale et 1re adjointe au maire de Landevieille (depuis 2014) |
| 16 | Saint-Jean-de-Monts     | Martine Aury               | UPMD   |       | CPNT  | Conseillère municipale de Notre-Dame-de-Monts (depuis 2014) |
| 16 | Saint-Jean-de-Monts     | Noël Faucher               | UPMD   |       | LR    | Maire de Noirmoutier-en-l’Île (depuis 2008) |
| 17 | Talmont-Saint-Hilaire   | Pierre Berthomé            | UPMD   |       | DVD   | |
| 17 | Talmont-Saint-Hilaire   | Séverine Bulteau           | UPMD   |       | DVD   | Conseillère municipale de Sainte-Foy (depuis 2001) et 2e adjointe au maire (depuis 2008) |

## Élections départementales de 2021 dans la Vendée
Les élections départementales ont lieu les 20 et 27 juin 2021.
| Canton                  | Conseillers sortants | Parti | Parti | Conseillers élus          | Parti | Parti |
| ----------------------- | -------------------- | ----- | ----- | ------------------------- | ----- | ----- |
| Aizenay                 | Mireille Hermouet    |       | DVD   | Mireille Hermouet         |       | DVD   |
| Aizenay                 | Alain Lebœuf         |       | LR    | Alain Lebœuf              |       | LR    |
| Challans                | Nadia Rabreau        |       | DVD   | Nadia Rabreau             |       | DVD   |
| Challans                | Serge Rondeau        |       | DVD   | Rémi Pascreau             |       | DVD   |
| Chantonnay              | Yves Auvinet         |       | DVD   | Cyrille Guibert           |       | DVD   |
| Chantonnay              | Isabelle Moinet      |       | DVD   | Alexandra Gaboriau        |       | DVD   |
| La Châtaigneraie        | Valentin Josse       |       | DVD   | Valentin Josse            |       | DVD   |
| La Châtaigneraie        | Catherine Poupet     |       | DVD   | Catherine Poupet          |       | DVD   |
| Fontenay-le-Comte       | François Bon         |       | UDI   | Stéphane Guillon          |       | LR    |
| Fontenay-le-Comte       | Marie-Jo Chatevaire  |       | UDI   | Leslie Gaillard           |       | DVD   |
| Les Herbiers            | Hervé Robineau       |       | DVD   | Christophe Hogard         |       | DVD   |
| Les Herbiers            | Bérengère Soulard    |       | DVD   | Bérengère Soulard         |       | DVD   |
| L’Île-d’Yeu             | Carole Charuau       |       | DVD   | Carole Charuau            |       | DVD   |
| L’Île-d’Yeu             | Bruno Noury          |       | DVD   | Bruno Noury               |       | DVD   |
| Luçon                   | Arnaud Charpentier   |       | LR    | Arnaud Charpentier        |       | LR    |
| Luçon                   | Anne-Marie Coulon    |       | DVD   | Anne-Marie Coulon         |       | DVD   |
| Mareuil-sur-Lay-Dissais | Marcel Gauducheau    |       | DVD   | Éric Adrian               |       | DVD   |
| Mareuil-sur-Lay-Dissais | Brigitte Hybert      |       | DVD   | Brigitte Hybert           |       | DVD   |
| Montaigu-Vendée         | Wilfrid Montassier   |       | UDI   | Éric Salaün               |       | DVD   |
| Montaigu-Vendée         | Isabelle Rivière     |       | LR    | Isabelle Rivière          |       | LR    |
| Mortagne-sur-Sèvre      | Cécile Barreau       |       | DVD   | Cécile Barreau            |       | DVD   |
| Mortagne-sur-Sèvre      | Guillaume Jean       |       | DVD   | Guillaume Jean            |       | DVD   |
| La Roche-sur-Yon-1      | Anne Aubin-Sicard    |       | LR    | Anne Aubin-Sicard         |       | LR    |
| La Roche-sur-Yon-1      | Laurent Favreau      |       | DVD   | Laurent Favreau           |       | DVD   |
| La Roche-sur-Yon-2      | Sylviane Bulteau     |       | PS    | Christine Rambaud-Bossard |       | DVD   |
| La Roche-sur-Yon-2      | Jany Guéret          |       | PS    | Luc Bouard                |       | DVD   |
| Les Sables-d’Olonne     | Gérard Faugeron      |       | LR    | Nicolas Chénéchaud        |       | LR    |
| Les Sables-d’Olonne     | Florence Pineau      |       | LR    | Florence Pineau           |       | LR    |
| Saint-Hilaire-de-Riez   | Laurent Boudelier    |       | DVD   | Thomas Perrocheau         |       | DVD   |
| Saint-Hilaire-de-Riez   | Isabelle Duranteau   |       | DVD   | Isabelle Duranteau        |       | DVD   |
| Saint-Jean-de-Monts     | Martine Aury         |       | LMR   | Amélie Rivière            |       | DVD   |
| Saint-Jean-de-Monts     | Noël Faucher         |       | LR    | Noël Faucher              |       | LR    |
| Talmont-Saint-Hilaire   | Pierre Berthomé      |       | LR    | Maxence de Rugy           |       | LR    |
| Talmont-Saint-Hilaire   | Séverine Bulteau     |       | DVD   | Céline Peigney            |       | DVD   |

| Président sortant | Parti | Parti | Président élu | Parti | Parti |
| ----------------- | ----- | ----- | ------------- | ----- | ----- |
| Yves Auvinet      |       | DVD   | Alain Lebœuf  |       | LR    |